# Kazuro Watanabe
Kazuro Watanabe (渡辺 和郎, Watanabe Kazurou) (Hokkaido, Japão, 1 de maio de 1955) é um astrônomo japonês amador, membro da Sociedade Astronômica do Japão.
Além de se dedicar a publicação de artigos astronômicos e de dirigir pequenas associações de interessados pelo assunto, este caçador de asteroides tem sido o responsável pela descoberta de cerca de 500 deles. É o autor ou o co-autor das publicações japonesas "Caçador de Asteroide (小惑星ハンター)", "Manual Fotográfico de Corpos Celestes (天体写真マニュアル)", "O Céu Celestial de Nossos Sonhos (僕らの夢の星空)", bem como de outras tantas. Contribui frequentemente com o periódico japonês "Guia Astronômico Mensal (月刊天文ガイド)".
O asteroide 4155 Watanabe foi assim nomeado em sua homenagem.

## Alguns asteroides nomeados por Kazuro Watanabe
- 6562 Takoyaki (たこ焼き, 6562)
- 7241 Kuroda (黒田, 7241)
- 12127 Mamiya (間宮, 12127) - em homenagem ao famoso detetive do Período Edo, Mamiya Rinzo
- 12713 Tentaikojo (天体工場, 12713) - em homenagem ao museu de Sapporo, Tentaikojo